# Hugo Cordero
Hugo Cordero (Tandil, Buenos Aires; 15 de septiembre de 1956) es un ex árbitro de fútbol argentino, que dirigió en la Primera División Argentina, además de ser árbitro internacional.

## Arbitraje
Cordero se desempeñó en sus inicios en la Liga Tandilense de Fútbol —de donde han surgido otros árbitros profesionales como Gustavo Ditella, Jorge Baliño, Andrés Merlos, Lucas Novelli Sanz y Diego Novelli Sanz— y se convirtió en el primero de su ciudad en lograr el rango de colegiado internacional, entre 1994 y 2001.
En junio de 1997, en el marco de las elimnatorias de Concacaf para Francia 1998, Cordero arbitró El Salvador vs. México, con victoria azteca por 1:0. El colegiado fue duramente criticado por la prensa local tras otorgar el gol en supuesta posición de fuera de juego y omitir un penalti para el seleccionado salvadoreño.
Tras el retiro, que se produjo en la temporada 2001, estuvo vinculado a la casa madre del fútbol argentino como instructor.